# 阿尤布·加德法
阿尤布·加德法·德里西·艾萨维（西班牙語：Ayoub Ghadfa Drissi El Aissaoui，1998年12月6日—），西班牙男子拳击运动员，2023年世界男子拳击锦标赛92公斤以上级铜牌得主、2024年夏季奥林匹克运动会男子92公斤以上级银牌得主。